# Płockie Towarzystwo Fotograficzne im. Aleksandra Macieszy
Płockie Towarzystwo Fotograficzne im. Aleksandra Macieszy – polskie stowarzyszenie fotograficzne utworzone w 1962 roku (jako Płockie Towarzystwo Fotograficzne) z inicjatywy Stanisława Wlaszka.

## Historia
Płockie Towarzystwo Fotograficzne zostało założone w 1962 roku z inicjatywy Stanisława Wlaszka, jednocześnie pierwszego prezesa Zarządu PTF. W latach 1968 i 1969 stowarzyszenie organizowało Ogólnopolską Wystawę Fotografii Reportaż. W czasie późniejszym działalność PTF zawieszono – stowarzyszenie zostało reaktywowane w 1979 roku, na czele z prezesem Zarządu PTF – Tomaszem Pawłowskim. W latach 1981–2004 funkcję prezesa Zarządu PTF sprawował Zbigniew Kryda, w latach 2004–2014 Artur Kras, od 2014 – Marek Trzciński. Od 1983 roku stowarzyszenie funkcjonuje pod obecną nazwą – Płockie Towarzystwo Fotograficzne im. Aleksandra Macieszy. W 1985 roku PTF ustanowiło Medal im. Aleksandra Macieszy – medal przyznawany osobom fizycznym oraz instytucjom (m.in.) za twórczość fotograficzną, za zasługi oraz współpracę na niwie fotografii.

## Działalność
Celem działalności Płockiego Towarzystwa Fotograficznego im. Aleksandra Macieszy jest propagowanie oraz popularyzacja fotografii, współpraca z innymi organizacjami, klubami, stowarzyszeniami fotograficznymi w Polsce i za granicą (m.in. w 1989 roku PTF rozpoczęło współpracę z Fotoclub Darmstadt oraz Skupina Havirovských Fotografu), współpraca z polskimi i zagranicznymi fotografami (m.in. z Loznicy, Możejek, Stendalu). Od 1981 roku PTF jest współorganizatorem cyklicznego Biennale Plakatu Fotograficznego. Jest organizatorem konkursu fotograficznego na zdjęcie miesiąca – finalnie konkursu na zdjęcie roku. Stowarzyszenie prowadzi aktywną działalność wystawienniczą (wystawy indywidualne, zbiorowe, pokonkursowe – dla członków PTF i innych fotografów), we współpracy m.in. z instytucjami takimi jak Urząd Miasta Płocka, Płocki Ośrodek Kultury i Sztuki, Towarzystwo Naukowe Płockie, Książnica Płocka, Płocka Galeria Sztuki oraz Zakład Karny w Płocku. Spotkania członków i sympatyków Płockiego Towarzystwa Fotograficznego im. Aleksandra Macieszy odbywają się raz w miesiącu.